# Metabraxas incompositaria
Metabraxas incompositaria là một loài bướm đêm trong họ Geometridae.